# Yeimar Gómez
Pour les articles homonymes, voir Gómez.
Gómez  Andrade est un nom espagnol. Le premier nom de famille, en général paternel, est Gómez ; le second, en général maternel, souvent omis, est Andrade.
Yeimar Pastor Gómez Andrade, couramment appelé Yeimar Gómez Andrade ou Yeimar Gómez, né le 30 juin 1992 à Tadó en Colombie, est un footballeur colombien. Il joue au poste de défenseur central aux Sounders de Seattle en Major League Soccer.

## Biographie

### Débuts en Argentine
Yeimar Gómez commence le football à huit ans à Tadó, il pratique également le basket-ball durant son adolescence. Il est repéré par Eduardo Pimentel et rejoint Boyacá Chicó mais reste seulement sept mois. À l'âge de dix-sept ans, il déménage à Pérez (es) dans la province de Santa Fe grâce à Ever Palacios. Il passe un test pour entrer à l'académie du Rosario Central en 2009 et rejoint officiellement le Rosario Central en janvier 2010,.
Après avoir signé son premier contrat professionnel, il est prêté pour une saison au Club Atlético Tiro Federal Argentino, club filial du Rosario Central. Il fait ses débuts pour Tiro Federal le 18 août 2013 face au Club de Gimnasia y Tiro, rentrant en jeu à la place d'Elías Cantero, lors d'une rencontre du Torneo Federal A. Le 3 novembre, il inscrit son premier but en Torneo Federal A face à la Gimnasia y Tiro. Il participe à 27 matchs lors de cette saison, marquant un total de deux buts. Puis, il réintègre le Rosario Central.
L'entraîneur Miguel Ángel Russo le fait entrer en jeu pour la première fois en Primera División le 12 octobre 2014 face au Boca Juniors. Lors de la finale de la Coupe d'Argentine (es), il est titulaire mais s'incline aux tirs au but face au Club Atlético Huracán. Le 6 décembre, il délivre sa premiere passe décisive en Primera División en faveur de son coéquipier Franco Niell face au Club Atlético Banfield. La saison suivante, sous les ordres d'Eduardo Coudet, il commence la saison en tant que titulaire. Mais il perd sa place de titulaire à la mi-saison.
Le 15 janvier 2016, il est prêté pour 18 mois à l'Arsenal Fútbol Club,. Il dispute seulement deux rencontres et Arsenal met un terme au prêt en juillet 2016. Le 1er août 2016, d'un commun accord avec le club, il résilie son contrat avec Rosario Central et rejoint le même jour l'Independiente Rivadavia qui évolue en Primera B Nacional. Il fait ses débuts en Primera B Nacional en tant que titulaire contre Guillermo Brown (es) le 28 août. Il s'impose rapidement comme un titulaire indiscutable en défense central sous la direction de Martín Astudillo.
Après une très bonne saison en deuxième division, il fait son retour en Primera División, où il rejoint le Club Atlético Unión le 11 août 2017,. Puis, il fait ses débuts pour l'Unión en tant que titulaire face aux Newell's Old Boys le 28 août. Le 30 avril 2018, il inscrit son premier but en Primera División face au Club Atlético Talleres. Le 12 juillet 2018, l'Unión acheté 80 % des droits du joueur, estimée à trois cent mille dollars et signe un contrat de trois ans. Le 20 mars 2019, il fait ses débuts en Copa Sudamericana contre l'Independiente del Valle. Au match retour, il marque un but contre son camp et l'Unión est éliminé aux tirs au but,. Le 15 octobre, il prolonge son contrat d'un an, ce qui le lie au club jusqu'en juin 2022. Il est un titulaire indiscutable au sein de son club et progresse d'année en année. Le club annonce son départ le 22 janvier 2020,.

### Sounders de Seattle
Il poursuit sa carrière aux États-Unis lorsqu'il est transféré aux Sounders de Seattle en Major League Soccer le 5 février 2020,. Il signe un contrat garanti jusqu'à la fin de la saison 2022. Le montant du transfert est estimé entre 1,5 et 2 millions de dollars.
Il fait ses débuts pour les Sounders en Ligue des champions de la CONCACAF en tant que titulaire face au Club Deportivo Olimpia le 20 février 2020. Il n'a pas obtenu à temps son visa P1 pour disputer le match retour à Seattle,. Le 7 mars, il participe à son premier match en MLS en tant que titulaire face au Crew de Columbus. Le 2 septembre, il inscrit son premier but en MLS contre le Real Salt Lake. Puis, il inscrit son deuxième but de la saison avec les Sounders face au Real Salt Lake le 7 octobre,. Lors de la finale de la Coupe MLS, il est titulaire lors de la défaite 3-0 face au Crew de Columbus,.

## Statistiques

### Statistiques détaillées
| Saison                | Club                    | Championnat           | Championnat | Championnat | Coupe(s) nationale(s) | Coupe(s) nationale(s) | Compétition(s) continentale(s) | Compétition(s) continentale(s) | Compétition(s) continentale(s) | Séries | Séries | Coupe du monde des clubs | Coupe du monde des clubs | Total | Total |
| Saison                | Club                    | Division              | M.          | B.          | M.                    | B.                    | Comp.                          | M.                             | B.                             | M.     | B.     | M.                       | B.                       | M.    | B.    |
| 2013-2014             | Tiro Federal (prêt)     | Torneo Federal A      | 27          | 2           | -                     | -                     | -                              | -                              | -                              | -      | -      | -                        | -                        | 27    | 2     |
| 2014                  | Rosario Central         | Primera División      | 4           | 0           | 2                     | 0                     | -                              | -                              | -                              | -      | -      | -                        | -                        | 6     | 0     |
| 2015                  | Rosario Central         | Primera División      | 17          | 0           | 2                     | 0                     | -                              | -                              | -                              | -      | -      | -                        | -                        | 19    | 0     |
| Sous-total            | Sous-total              | Sous-total            | 21          | 0           | 4                     | 0                     | -                              | -                              | -                              | -      | -      | -                        | -                        | 25    | 0     |
| 2016                  | Arsenal FC (prêt)       | Primera División      | 2           | 0           | 0                     | 0                     | -                              | -                              | -                              | -      | -      | -                        | -                        | 2     | 0     |
| 2016-2017             | Independiente Rivadavia | Primera B Nacional    | 40          | 1           | 1                     | 0                     | -                              | -                              | -                              | -      | -      | -                        | -                        | 41    | 1     |
| 2017-2018             | CA Unión                | Primera División      | 25          | 1           | 3                     | 0                     | -                              | -                              | -                              | -      | -      | -                        | -                        | 28    | 1     |
| 2018-2019             | CA Unión                | Primera División      | 24          | 2           | 5                     | 0                     | CS                             | 2                              | 0                              | -      | -      | -                        | -                        | 31    | 2     |
| 2019-2020             | CA Unión                | Primera División      | 15          | 2           | 0                     | 0                     | -                              | -                              | -                              | -      | -      | -                        | -                        | 15    | 2     |
| Sous-total            | Sous-total              | Sous-total            | 64          | 5           | 8                     | 0                     | -                              | 2                              | 0                              | -      | -      | -                        | -                        | 74    | 5     |
| 2020                  | Sounders de Seattle     | MLS                   | 19          | 2           | -                     | -                     | LCC                            | 1                              | 0                              | 4      | 0      | -                        | -                        | 24    | 2     |
| 2021                  | Sounders de Seattle     | MLS                   | 33          | 1           | -                     | -                     | LCup                           | 3                              | 0                              | 1      | 0      | -                        | -                        | 37    | 1     |
| 2022                  | Sounders de Seattle     | MLS                   | 28          | 1           | 0                     | 0                     | LCC                            | 5                              | 0                              | -      | -      | -                        | -                        | 33    | 1     |
| 2023                  | Sounders de Seattle     | MLS                   | 0           | 0           | 0                     | 0                     | LCup                           | 0                              | 0                              | -      | -      | 0                        | 0                        | 0     | 0     |
| Sous-total            | Sous-total              | Sous-total            | 80          | 4           | 0                     | 0                     | -                              | 9                              | 0                              | 5      | 0      | -                        | -                        | 94    | 4     |
| Total sur la carrière | Total sur la carrière   | Total sur la carrière | 234         | 12          | 13                    | 0                     | -                              | 11                             | 0                              | 5      | 0      | 0                        | 0                        | 263   | 12    |

## Palmarès
| Rosario Central - Coupe d'Argentine : - Finaliste : 2014 (es) et 2015 (es). |  | Sounders de Seattle - Ligue des champions (1) : - Vainqueur : 2022. - Conférence Ouest de la MLS (1) : - Vainqueur : 2020. - Coupe MLS : - Finaliste : 2020. |